# Adicella dahsetuha
Adicella dahsetuha är en nattsländeart som beskrevs av Olah 1993. Adicella dahsetuha ingår i släktet Adicella och familjen långhornssländor. Inga underarter finns listade i Catalogue of Life.